# Кырланово
Кырланово (болг. Кърланово) — село в Благоевградской области Болгарии. Входит в состав общины Сандански. Находится примерно в 12 км к востоку от центра города Сандански и примерно в 59 км к юго-востоку от центра города Благоевград. По данным переписи населения 2011 года, в селе  проживало 36 человек, преобладающая национальность — болгары.

## Население
| Год     | 1934 | 1946 | 1956 | 1965 | 1975 | 1985 | 1992 | 2001 | 2011 |
| ------- | ---- | ---- | ---- | ---- | ---- | ---- | ---- | ---- | ---- |
| Жителей | 188  | 223  | 247  | 193  | 115  | 87   | 83   | 60   | 36   |

|  |